# Colmar von der Goltz
Wilhelm Leopold Colmar von der Goltz, född den 12 augusti 1843, död den 19 april 1916 i Bagdad, var en tysk friherre, militär och krigshistoriker.
von der Goltz blev officer vid infanteriet 1861, deltog i tyska enhetskriget och fransk-tyska kriget, varunder han i slaget vid Trautenau 1866 blev svårt sårad, och tjänstgjorde därefter huvudsakligen i generalstaben. Han blev major 1878, generallöjtnant 1895, general av infanteriet 1899, generalöverste 1908 och generalfältmarskalk 1911. von der Goltz tjänstgjorde 1883–1895 i turkiska armén, där han nedlade ett betydande arbete på dennas organisering och utbildning och befordrades till "muchir" (fältmarskalk). Han var därefter 1896–1898 befälhavare för femte divisionen, 1901–1907 chef för 1:a preussiska armékåren, 1907–1913 generalinspektör vid 6:e arméinspektionen. Åren 1909–1910 kallades von der Goltz åter till Turkiet för att biträda vid arbetet med arméns omorganisation, men de rådande politiska förhållandena försvårade i hög grad hans arbete. År 1913 lämnade von der Goltz den aktiva tjänsten men inkallades efter första världskrigets utbrott för att tillträda befattningen som generalguvernör i Belgien. Efter Turkiets inträde i kriget sändes han för tredje gången till Turkiet för att som sultanens rådgivare ställa sina krafter till landets förfogande. I mars 1915 blev han chef för 1:a armén vid Bosporen och i oktober samma år för 1:a armén i Irak.